# 김홍선 (기업인)
김홍선(1960년 10월 1일 ~ )은 대한민국의 기업인이다.
서울대학교 전자공학과 학사와 동 대학 공과대학원 석사를 거쳐 퍼듀 대학교 대학원 전기공학과(박사)를 졸업했다. 안철수연구소 기술고문과 소장을 거쳤으며 안랩(안철수연구소) 대표이사(CEO)를 5년 4개월간 역임한 뒤 2013년 12월 4일 사임했다. 2014년 7월부터 한국스탠다드차타드(SC)은행 부행장이자 정보보호최고책임자(CISO)를 맡고 있다.

## 생애
23년간 IT 분야에서 엔지니어, 벤처 기업가, 전문경영인으로서 종사한 IT 전문가다. '누가 미래를 가질 것인가?'라는 저서도 출간했다. 그는 7년간 몸 담았던 안랩의 CEO를 2013년 말에 그만 두고 재충전의 시간을 가지며, 2014년 2월~3월 머니투데이에 [김홍선의 유럽여행기]를 연재했다. 2014년 7월 SC은행 정보보호 부행장에 취임했다.

## 학력
- 서울대학교 전자공학과 (졸업)
- 서울대학교 공과대학원 (졸업)
- 퍼퓨 대학교 대학원 전기공학과 (졸업)

## 경력
- 2014년 ~ 현재 : 한국스탠다드차타드(SC)은행 정보보호본부 CISO
- 2008년 ~ 2013년 : 안랩(안철수연구소) 대표이사 CEO
- 2008년 : 안철수 연구소 소장
- 2007년 : 안철수 연구소 기술고문
- 1996년 : 시큐어소프트 대표이사 사장

## 수상
- 2010년 : 과학기술창의상 교육과학기술부 장관상
- 2009년 : 행정안전부 정부포상
- 2009년 : 제4회 대한민국 인터넷 대상 대통령상
- 2003년 : 미국 퍼듀대학교 최고의 동문상
- 1999년 : 벤처기업대상 산업포장
- 1999년 : 정진기언론문화상 기술부문대상